# Ebenezer Cobb Morley
Ebenezer Cobb Morley (16 tháng 8 năm 1831 - 20 tháng 11 năm 1924) là một vận động viên người Anh và được coi là cha đẻ của Hiệp hội bóng đá Anh và bóng đá hiện đại.
Morley được sinh ra tại 10 Garden Square, đường Princess, Hull và sống ở thành phố cho đến khi 22 tuổi. Ông chuyển đến Barnes vào năm 1858 thành lập Barnes Club, một thành viên sáng lập của FA, năm 1862. Năm 1863, là đội trưởng của Câu lạc bộ dựa trên Mortlake, ông đã viết cho tờ báo Bell's Life đề xuất một cơ quan chủ quản cho môn thể thao, dẫn đến cuộc họp đầu tiên tại quán rượu của Freemasons, tạo ra FA.
Ông là thư ký đầu tiên của FA (1863–1866) và là chủ tịch thứ hai (1867–1874) và soạn thảo các luật đầu tiên của bóng đá tại nhà ông ở Barnes. Tại ngôi nhà này, số 26 The Terrace, nơi đã mang một tấm bảng màu xanh cho Morley, đã sụp đổ "giống như một tháp bài" vào tháng 11 năm 2015 trong suốt quá trình xây dựng.
Là một cầu thủ, ông chơi trong trận đầu tiên, đấu với Richmond năm 1863, và ghi bàn trong trận đấu đại diện đầu tiên, giữa các câu lạc bộ của London và Sheffield vào ngày 31 tháng 3 năm 1866.
Morley là một luật sư chuyên nghiệp, một người chèo thuyền, sáng lập ra Barnes và Mortlake Regatta mà ông cũng là thư ký (1862–1880). Ông phục vụ trong Hội đồng Quận Surrey cho Barnes (1903–1919) và là Công lý Hòa bình. Morley được chôn cất tại Nghĩa trang Barnes, một nghĩa trang bị bỏ hoang trên Barnes Common, Barnes. Ông không kết hôn và có con.

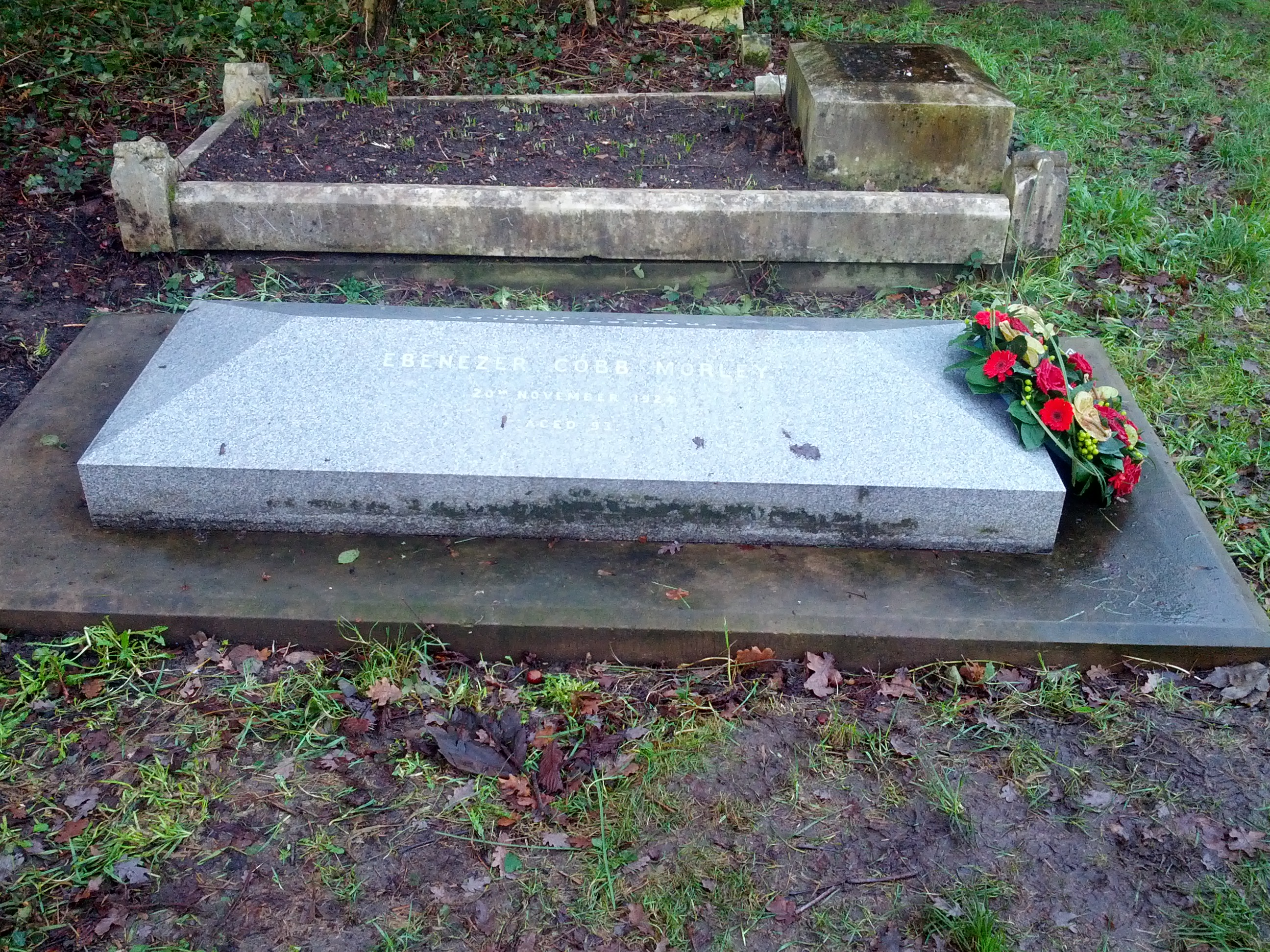
Ngôi mộ của Ebenezer Cobb Morley trong Nghĩa trang Barnes, với một vòng hoa kỷ niệm 150 năm của FA.